# Aujargues
Aujargues – miejscowość i gmina we Francji, w regionie Oksytania, w departamencie Gard.
Według danych na rok 1990 gminę zamieszkiwało 469 osób, a gęstość zaludnienia wynosiła 68 osób/km² (wśród 1545 gmin Langwedocji-Roussillon Aujargues plasuje się na 531. miejscu pod względem liczby ludności, natomiast pod względem powierzchni na miejscu 907.).